# Danh sách phim điện ảnh Việt Nam có doanh thu cao nhất
Dưới đây là danh sách phim điện ảnh Việt Nam có doanh thu cao nhất, sắp xếp theo doanh thu trên toàn quốc. Danh sách này được cập nhật dựa trên dữ liệu từ Box Office Vietnam (BOV), một đơn vị thống kê phòng vé độc lập. Một số phim được nhà sản xuất công bố doanh thu chưa khấu trừ thuế VAT (như Cua lại vợ bầu) hoặc doanh thu tổng (bao gồm doanh thu tại nước ngoài) trước khi BOV trở nên phổ biến như hiện tại. Danh sách này tổng hợp những bộ phim có doanh thu trên 80 tỷ.
"Nhà sáng lập Box Office Vietnam – ông Nguyễn Khánh Dương thừa nhận, thống kê doanh thu phim của Box Office Vietnam có sai số nhất định, từ 5% đến 10%... Box Office Vietnam có công thức riêng và bất cứ một đơn vị thứ 3 thống kê nào luôn có sai số. "Muốn có con số chính xác, chỉ có thể liên hệ trực tiếp với nhà sản xuất..." Số liệu nhà sản xuất nhận được là số tiền sau khi đã trừ thuế VAT. Còn số liệu Box Office Vietnam thống kê quét dữ liệu trên trang bán vé, giá vé hiển thị trên trang bán vé là giá đã bao gồm thuế VAT". Thế nên, doanh thu từ nhà sản suất thống kê luôn cao hơn do chưa bao gồm thuế VAT.

## Danh sách
| Chú thích | Những phim Việt có doanh thu cao nhất trong năm phát hành |

   Nền tô màu chỉ những phim đang được chiếu trong tuần từ ngày 15 tháng 8 năm 2025 tại các rạp trên toàn quốc.
| Thứ hạng | Tên phim                         | Năm phát hành | Doanh thu (tỷ VNĐ) | Thể loại                       | Đạo diễn                 | Diễn viên |
| -------- | -------------------------------- | ------------- | ------------------ | ------------------------------ | ------------------------ | --- |
| 1        | Mai                              | 2024          | 551                | Tâm lý/Tình cảm                | Trấn Thành               | Phương Anh Đào, Tuấn Trần, Trấn Thành, NSND Ngọc Giàu, Khả Như, Hồng Đào, Uyển Ân, Quốc Khánh, Lý Hạo Mạnh Quỳnh, Thanh Hằng, Ngọc Nga, Lộ Lộ, Kiều Linh, Ngọc Nguyễn, Anh Đức, Anh Phạm, Thanh Ty          |
| 2        | Lật mặt 7: Một điều ước          | 2024          | 483                | Tâm lý/Tình cảm gia đình       | Lý Hải                   | Thanh Hiền, Trương Minh Cường, Đinh Y Nhung, Quách Ngọc Tuyên, Trâm Anh, Trần Kim Hải, Lý Hải, Ammy Minh Khuê, Thanh Thức, Tín Nguyễn, Lê Thu, Thái Vũ, Ceri Thu Hà, Ngân Chi, Hoàng Long, Hồng Anh, Tạ Lâm |
| 3        | Nhà bà Nữ                        | 2023          | 475                | Hài/Chính kịch                 | Trấn Thành               | Trấn Thành, Khả Như, Lê Giang, Song Luân, Uyển Ân, Ngọc Giàu, Việt Anh, Lê Dương Bảo Lâm, Phương Lan |
| 4        | Bố già                           | 2021          | 427                | Hài/Chính kịch                 | Trấn Thành, Vũ Ngọc Đãng | Trấn Thành, Tuấn Trần, NSND Ngọc Giàu, Ngân Chi, Lê Giang, Hoàng Mèo, Lan Phương, La Thành, Quốc Khánh, Minh Tú                                                                                             |
| 5        | Bộ tứ báo thủ                    | 2025          | 332                | Hài/Tình cảm                   | Trấn Thành               | Tiểu Vy, Trần Quốc Anh, Nguyễn Cao Kỳ Duyên, Lê Dương Bảo Lâm, Trấn Thành, Lê Giang, Uyển Ân, NSND Ngọc Giàu, Việt Anh, Negav, Phạm Anh Duy, Quân AP, Ali Hoàng Dương, Hùng Huỳnh, Vinh Râu                 |
| 6        | Lật mặt 6: Tấm vé định mệnh      | 2023          | 273                | Hành động/Hài                  | Lý Hải                   | Lý Hải, Quốc Cường, Trung Dũng, Huy Khánh, Diệp Bảo Ngọc, Thanh Thức, Trần Kim Hải, Huỳnh Thi, Tạ Lâm, Tú Tri                                                                                               |
| 7        | Thám tử Kiên: Kỳ án không đầu    | 2025          | 249                | Hành động/Trinh thám           | Victor Vũ                | Quốc Huy, Đinh Ngọc Diệp, Quốc Anh, Anh Phạm, Minh Anh, NSƯT Xuân Trang, NSND Mỹ Uyên,... |
| 8        | Nhà gia tiên                     | 2025          | 243                | Gia đình/Tâm linh/Hài          | Huỳnh Lập                | Huỳnh Lập, Phương Mỹ Chi, Hạnh Thúy, Puka, Huỳnh Đông, Kiều Linh, Lê Nam, Đào Anh Tuấn, Chí Tâm |
| 9        | Lật mặt 8 : Vòng tay nắng        | 2025          | 232                | Tâm lý/Tình cảm gia đình       | Lý Hải                   | NSƯT Kim Phương, Long Đẹp Trai, NSƯT Tuyết Thu, Quách Ngọc Tuyên, Đoàn Thế Vinh, Hồng Thu, Yuno Bigboi, Anh Tú Wilson, Bảo Ngọc, Tín Nguyễn, Hồ Đông Quan, Lê Tuấn Khang, Cherry Hải My, Rio Hạo Nhiên,...  |
| 10       | Nụ hôn bạc tỷ                    | 2025          | 212                | Lãng mạn/Hài                   | Thu Trang                | Thu Trang, Đoàn Thiên Ân, Lê Xuân Tiền, Ma Ran Đô, Tiến Luật, Võ Tấn Phát, Hoàng Phi, Huỳnh Phương, Huy Khánh                                                                                               |
| 11       | Hai Phượng                       | 2019          | 200                | Hành động                      | Lê Văn Kiệt              | Ngô Thanh Vân, Cát Vy, Phan Thanh Nhiên, Phạm Anh Khoa, Trần Thanh Hoa, Yaya Trương Nhi |
| 12       | Cua lại vợ bầu                   | 2019          | 192                | Lãng mạn/Hài                   | Nhất Trung               | Trấn Thành, Ninh Dương Lan Ngọc, Anh Tú, Mạc Văn Khoa, Khả Như, Hữu Châu, Lê Giang, Hồng Đào, Hari Won |
| 13       | Mắt biếc                         | 2019          | 180                | Lãng mạn                       | Victor Vũ                | Trần Nghĩa, Trúc Anh, Trần Phong, Khánh Vân, Thảo Tâm |
| 14       | Tiệc trăng máu                   | 2020          | 175                | Hài/Chính kịch                 | Nguyễn Quang Dũng        | Hồng Ánh, Thu Trang, Đức Thịnh, Thái Hòa, Hứa Vĩ Văn, Kiều Minh Tuấn, Kaity Nguyễn |
| 15       | Địa đạo: Mặt trời trong bóng tối | 2025          | 173                | Lịch sử/Chiến tranh/Chính kịch | Bùi Thạc Chuyên          | Thái Hòa, Quang Tuấn, Hồ Thu Anh, Diễm Hằng (Lamoon), Hoàng Minh Triết, Anh Tú Wilson, Nhật Ý, Khánh Ly, A Tới, Cao Sang Lê, Cao Minh                                                                       |
| 16       | Em chưa 18                       | 2017          | 171                | Lãng mạn/Hài                   | Lê Thanh Sơn             | Kiều Minh Tuấn, Kaity Nguyễn, Will, Châu Bùi, Quang Minh, Huy Khánh, Kathy Uyên, Kiều Trinh Xíu |
| 17       | Mang mẹ đi bỏ                    | 2025          | 166                | Tâm lý/Tình cảm gia đình       | Mo Hong-jin              | Hồng Đào, Tuấn Trần, Juliet Bảo Ngọc, Jung Il-woo, Quốc Khánh, Hải Triều, Lâm Vỹ Dạ, Vinh Râu |
| 18       | Gái già lắm chiêu 3              | 2020          | 165                | Lãng mạn/Hài                   | Bảo Nhân, Nam Cito       | Ninh Dương Lan Ngọc, Lê Khanh, Lê Xuân Tiền, Hồng Vân, Jun Vũ |
| 19       | Lật mặt: 48h                     | 2021          | 157                | Hành động                      | Lý Hải                   | Lý Hải, Võ Thành Tâm, Mạc Văn Khoa, Ốc Thanh Vân, Huỳnh Đông, Lê Hạ Anh, Bé Bảo Thi |
| 20       | Quỷ nhập tràng                   | 2025          | 150                | Kinh dị/Giật gân               | Pom Nguyễn               | NSƯT Phú Đôn, Vân Dung, NSND Thanh Nam, Quang Tuấn, Khả Như, Hoàng Mèo, Thanh Tân, Trung Ruồi, Kiều Chi |
| 21       | Đất rừng phương Nam              | 2023          | 140                | Tâm lý/Chính kịch              | Nguyễn Quang Dũng        | Huỳnh Hạo Khang, Tuấn Trần, Trấn Thành, Tiến Luật, Huỳnh Đông, Băng Di, Hứa Vĩ Văn, Hồng Ánh, Công Ninh, Mai Tài Phến, Đỗ Kỳ Phong, Bùi Lý Bảo Ngọc, Bích Ngọc, Tuyền Mập                                   |
| 22       | Làm giàu với ma                  | 2024          | 128                | Hài/Tâm lý                     | Trung Lùn                | Tuấn Trần, Hoài Linh, Diệp Bảo Ngọc, Lê Giang, Quang Minh, La Thành, Hoàng Phi |
| 23       | Ma da                            | 2024          | 127                | Kinh dị                        | Nguyễn Hữu Hoàng         | Việt Hương, Thành Lộc, Cẩm Ly, Trung Dân, Dạ Chúc |
| 24       | Siêu lừa gặp siêu lầy            | 2023          | 122                | Hài/Chính kịch                 | Võ Thanh Hòa             | Anh Tú, Mạc Văn Khoa, Trung Lùn, Ngọc Phước |
| 25       | Chị chị em em 2                  | 2023          | 121                | Hài/Chính kịch                 | Vũ Ngọc Đãng             | Minh Hằng, Ngọc Trinh, Lê Giang, NSƯT Kim Phương, Trà Ngọc, Lê Trang, Cao Thiên Trang, NSƯT Công Ninh, Ngọc Nga, Emma Lê, Quỳnh Lương, Tuyền Mập                                                            |
| 26       | Lật mặt 4: Nhà có khách          | 2019          | 118                | Kinh dị/Hài                    | Lý Hải                   | Katleen Phan Võ, Jay Quân, Huy Khánh, Mạc Văn Khoa, Lê Hoàng, Tiến Ngô |
| 27       | Cám                              | 2024          | 117                | Kinh dị                        | Trần Hữu Tấn             | Lâm Thanh Mỹ, Rima Thanh Vy, Thúy Diễm, Quốc Cường, Hải Nam, Trần Doãn Hoàng, Hạnh Thúy, Mai Thế Hiệp, Ngọc Hiệp, Nguyễn Phước Lộc, Trần Thiên Tú, SyNi Trang...                                            |
| 28       | Chị dâu                          | 2024          | 113                | Hài/Tâm lý                     | Khương Ngọc              | Việt Hương, Hồng Đào, Đinh Y Nhung, Lê Khánh, Ngọc Trinh, Khương Ngọc, Khazsak |
| 29       | Chị Mười Ba: 3 ngày sinh tử      | 2020          | 109                | Hài/Hành động                  | Võ Thanh Hòa             | Thu Trang, Kiều Minh Tuấn, Tiến Luật, Anh Tú, Châu Bùi, La Thành |
| 30       | Quỷ cẩu                          | 2023          | 109                | Kinh dị                        | Lưu Thành Luân           | Quang Tuấn, Kim Xuân, Nam Thư, Mie, Vân Dung |
| 31       | Siêu sao siêu ngố                | 2018          | 109                | Hài/Lãng mạn                   | Đức Thịnh                | Trường Giang, Sam, Đức Thịnh, Thanh Thúy, Puka, Mai Tài Phến, Nguyễn Anh Tú, Miko Lan Trinh |
| 32       | Đèn âm hồn                       | 2025          | 106                | Kinh dị/Tâm linh               | Hoàng Nam                | NSƯT Chiều Xuân, NSƯT Quang Tèo, SyNi Trang, Hoàng Kim Ngọc, BTV Quang Minh, Phú Thịnh, Đình Khang,Tuấn Mõ, Kiều Trinh, Hạo Khang, Hải Anh, Phạm Tuấn Anh, Bé An Bình...                                    |
| 33       | Gặp lại chị bầu                  | 2024          | 105                | Lãng mạn/Hài                   | Nhất Trung               | Diệu Nhi, Anh Tú, Lê Giang, Ngọc Phước, Quốc Khánh |
| 34       | Em là bà nội của anh             | 2015          | 102                | Hài/Lãng mạn                   | Phan Gia Nhật Linh       | Miu Lê, Ngô Kiến Huy, Minh Đức, Thanh Nam, Hứa Vĩ Văn, Hồng Ánh, Đức Khuê, Thu Trang , Hari Won, Lều Phương Anh, Kim Xuân                                                                                   |
| 35       | Để Mai tính 2                    | 2014          | 101                | Hài/Lãng mạn                   | Charlie Nguyễn           | Thái Hòa, Diễm My 9x, Quang Sự, Linh Sơn, Huy Khánh, Thu Trang, Huỳnh Anh Tuấn |
| 36       | Người vợ cuối cùng               | 2023          | 100                | Tình cảm/Tâm lý                | Victor Vũ                | Kaity Nguyễn, Thuận Nguyễn, Đinh Ngọc Diệp, Kim Oanh, Quang Thắng, Anh Dũng, Quốc Huy |
| 37       | Em và Trịnh                      | 2022          | 100                | Chính kịch/Âm nhạc             | Phan Gia Nhật Linh       | Avin Lu, Trần Lực, Phạm Nguyễn Lan Thy, Hoàng Hà, Phạm Nhật Linh, Bùi Lan Hương , Samuel An, Phạm Quỳnh Anh, Hoàng Yến Chibi, Natakani Akari                                                                |
| 38       | Trạng Quỳnh                      | 2019          | 100                | Hài/Lãng mạn                   | Đức Thịnh                | Trần Quốc Anh, Nhã Phương, Trấn Thành, Khả Như, Công Dương |
| 39       | Út Lan: Oán linh giữ của         | 2025          | 90                 | Kinh dị/Tâm linh               | Trần Trọng Dần           | Quốc Trường, Mạc Văn Khoa, Mai Cát Vi, Phương Thanh, NSƯT Đức Khuê,... |
| 40       | Linh miêu: Quỷ nhập tràng        | 2024          | 87                 | Kinh dị                        | Lưu Thành Luân           | Hồng Đào, Thùy Tiên, Thiên An, Samuel An, Văn Anh, Ngân Thảo, Bảo Duy |
| 41       | Chàng vợ của em                  | 2018          | 87                 | Hài/Lãng mạn                   | Charlie Nguyễn           | Thái Hòa, Phương Anh Đào, Thanh Trúc, Hứa Vĩ Văn, Vân Trang |
| 42       | Lật mặt 3: Ba chàng khuyết       | 2018          | 86                 | Hành động/Hài                  | Lý Hải                   | Kiều Minh Tuấn, Huy Khánh, Song Luân, Nene |
| 43       | Quả tim máu                      | 2014          | 86                 | Giật gân/Thần bí               | Victor Vũ                | Nhã Phương, Thái Hòa, Kim Xuân, Quý Bình, Hoàng Bách, Tú Vi |
| 44       | Tháng năm rực rỡ                 | 2018          | 84                 | Hài/Chính kịch                 | Nguyễn Quang Dũng        | Hoàng Yến Chibi, Hoàng Oanh, Jun Vũ, Khổng Tú Quỳnh, Trịnh Thảo, Minh Thảo, Hồng Ánh, Thanh Hằng, Anh Thư, Mỹ Uyên, Mỹ Duyên, Tuyền Mập                                                                     |
| 45       | Bẫy ngọt ngào                    | 2022          | 83                 | Lãng mạn/Chính kịch            | Đinh Hà Uyên Thư         | Diệu Nhi, Bảo Anh, Minh Hằng, Thuận Nguyễn, Quốc Trường, Lê Khánh |
| 46       | Tèo em                           | 2013          | 80                 | Hài                            | Charlie Nguyễn           | Thái Hòa, Johnny Trí Nguyễn, Ninh Dương Lan Ngọc, Yaya Trương Nhi |
| 47       | Lật mặt 2: Phim trường           | 2016          | 80                 | Hành động/Hài                  | Lý Hải                   | Lý Hải, Hứa Minh Đạt, Quốc Thuận, Hiếu Nguyễn, Khả Ngân |
| 48       | Tôi thấy hoa vàng trên cỏ xanh   | 2015          | 80                 | Chính kịch                     | Victor Vũ                | Thịnh Vinh, Trọng Khang, Lâm Thanh Mỹ, Lê Vinh, Trương Tử Liên, Nguyễn Anh Tú, Khánh Hiền |
| 49       | Lật mặt                          | 2015          | 80                 | Hài                            | Lý Hải                   | Lý Hải, Trường Giang, Võ Thành Tâm, Kim Xuân |